# ランディ・メッセンジャー
ランドール・ジェローム・メッセンジャー（Randall Jerome "Randy" Messenger, 1981年8月13日 - ）は、アメリカ合衆国ネバダ州リノ出身の元プロ野球選手（投手）。右投右打。
スポーツ新聞などの見出しでは「メッセ」と略されることもある。
NPB・阪神タイガースには2010年から2019年までの10シーズンにわたって在籍。これは球団の歴代外国人選手として史上最長記録である。通算1,475奪三振、8年連続規定投球回到達など、NPB外国人選手記録を多数保持している。

## 経歴

### プロ入り前
4歳でティーボールを始める。9歳で本格的に野球を始め、スパークス高への進学直後まで遊撃手を中心に三塁手、外野手、投手なども務めた。
スパークス高2年の頃から投手としての出場機会が急増し、球速は最速90 mph（約144 km/h）を計測した。3年生になると、球速は最速95 mph（約152 km/h）を計測するまでに成長を遂げ、大学やプロからの注目を集めるほどとなった。

### プロ入りとマーリンズ時代
1999年のMLBドラフト11巡目(全体326位)でフロリダ・マーリンズに指名され、プロ入り。
2005年6月22日にマーリンズでメジャーデビュー。メジャーで29試合に登板した。なおデビュー4戦目にあたる7月8日の対シカゴ・カブス戦では、5回一死からドントレル・ウィリスに次ぐ2番手投手として登板し、後に阪神でチームメイトとなるマット・マートンと2打席対戦して右犠飛と右二塁打であったが、この試合がマートンのメジャーデビュー戦であった。
2006年には、中継ぎ投手としてメジャーに定着し59試合に登板。2勝7敗、防御率5.67の成績を残した。
2007年は前年に続きメジャーで救援登板を重ね、シーズン前半までに23試合へ登板し1勝1敗、防御率2.66の成績であった。

### ジャイアンツ時代
2007年シーズン途中にサンフランシスコ・ジャイアンツへ移籍。マーリンズ在籍時同様、中継ぎ投手として37試合に登板し1勝3敗、防御率5.09の成績を残した。

### マリナーズ時代

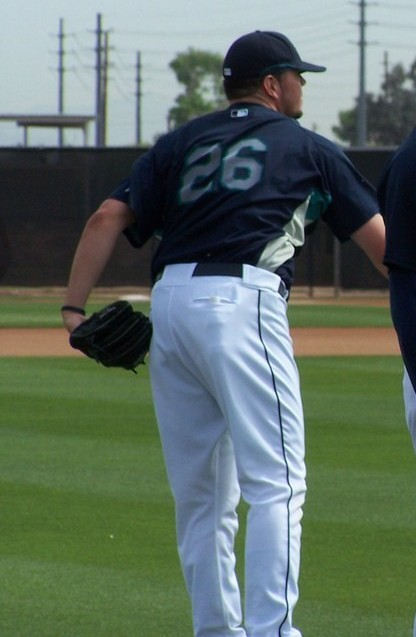
マリナーズ時代（2009年）

2008年にシアトル・マリナーズに移籍し、中継ぎで13試合に登板し防御率3.55の記録を残した。
2009年は傘下のAAAで52試合に登板、防御率2.86で25セーブの好成績を挙げた。メジャーでは12試合に登板、0勝1敗で防御率4.35であった。9月19日の対ニューヨーク・ヤンキース戦は松井秀喜を全て直球で3球三振に打ち取った。同年オフにロースターから外されて自由契約となった。

### 阪神時代
2009年12月10日に阪神タイガースと契約した。推定年俸60万ドルの1年契約で、背番号は前年までジェフ・ウィリアムスが着用していた54。
2010年は前年限りで退団していたスコット・アッチソンに代わるセットアッパーとして期待されていたものの、シーズン開幕当初から不安定な投球が続いた。さらに、先発投手が足りないというチーム事情から球団がシーズン開始直後にジェイソン・スタンリッジを獲得した影響もあって、4月23日に出場選手登録を抹消された。抹消後は先発転向を視野に調整を進め、先発ローテーションの一角だったケーシー・フォッサムが不振に陥った7月に一軍へ復帰すると、11日の対横浜ベイスターズ戦（阪神甲子園球場）で来日後初先発し、6回2失点で勝利を挙げた。8月4日の対読売ジャイアンツ（巨人）戦で内海哲也から左中間越えの大飛球を打ったところ、いったん本塁打と判定。ビデオ判定で打球が外野フェンスの最上部に当たっていることが判明したため、判定が二塁打に変更されたが、先発投手としては7回を2失点に抑えて勝利投手になった。しかし、9月8日の対中日ドラゴンズ戦で森野将彦に頭部死球を当てて危険球退場となり、その後も序盤に大量失点を与えたりと不安定な登板が続いて、5勝6敗、防御率4.93でシーズンを終えた。この成績のため翌年の契約は流動的であったが、新しく外国人選手を獲得するより計算できるとの首脳陣の判断によりオフに再び1年契約を結んだ。シーズン後には土木作業でトレーニングする意味合いも兼ねて、自宅の庭に馬小屋とブルペンを自作して自主トレーニングをしていた。
2011年には、スタンリッジと共に先発ローテーションに定着。8月6日の対東京ヤクルトスワローズ戦では、9回二死で失点し完封は逃したが、最後は9回1失点で阪神入り後としては初の完投勝利を挙げた。9月6日の対広島東洋カープ戦ではチーム一番乗りの10勝に到達。結局、能見篤史と並ぶチームトップの12勝（7敗）でシーズンを終えた。シーズン終了後には、前年度の年俸を3倍に増やすことを条件に、阪神と新たに2年契約を結んだ。
2012年には、4月17日の対ヤクルト戦で阪神入り後初完封を記録。味方打線の低迷により勝ち星には恵まれなかったが、チームで最多の29試合の先発登板を記録し、最終戦で10勝目を挙げた。この好成績を背景に、一時はメジャーリーグへの復帰説が報じられていた。しかし、前年末に結んだ2年契約に沿って、シーズン終了後に阪神への残留を決めた。
2013年には、能見が公式戦開幕前に第3回WBCの日本代表に参加したことを背景に、阪神の外国人投手としては1987年のマット・キーオ以来26年ぶり3人目の開幕投手に起用。ヤクルトとの開幕戦では、6回3失点という内容ながら、阪神の外国人投手としては1965年のジーン・バッキー以来48年ぶりの開幕戦勝利を記録した。5試合に先発で登板した7月には、1完投勝利を含む4勝無敗、防御率2.43という好成績で、セントラル・リーグ（セ・リーグ）投手部門の月間MVPを初めて受賞。阪神の投手からは5・6月の能見に次ぐ3か月連続の受賞であった。その一方で、9月17日の対広島戦では阪神入団後自己最多の150球（7回4安打1失点）を投げている。なお、シーズン通算の奪三振数が183に達したことから、シーズン終了後にはNPBで初めてのタイトルとしてセ・リーグからセ・リーグの最多奪三振投手として表彰した。しかし、球団では新外国人選手として投手の呉昇桓と内野手のマウロ・ゴメスを獲得したことから、同時に一軍へ登録できる外国人選手数の上限（最大4名）との兼ね合いでスタンリッジと共に退団する可能性が報じられていたが、2年契約で残留が内定した（スタンリッジは退団で6年ぶりに福岡ソフトバンクホークスに復帰）。
2014年には、阪神への在籍年数が5年に達し、同球団の外国人投手としてはウィリアムスに並ぶ長さとなった。レギュラーシーズンでは、4月29日の対広島戦から5月17日の対横浜DeNAベイスターズ戦にかけて、甲子園球場での先発登板で3試合連続完封勝利を記録した。阪神の投手による本拠地での公式戦3試合連続完封勝利は、1962年・1966年の村山実、1965年のバッキーに次いで3人目である。9月2日の対DeNA戦（甲子園）では、8回3失点の12奪三振で勝利投手になるとともに、シーズン通算の奪三振が201に到達。この奪三振数は、2リーグ分立（1950年）以降のNPBの球団に在籍した外国人投手としての最多記録である。また、日本人投手を含めたセントラル・リーグでのシーズン200奪三振は、井川慶が阪神時代の2003年に記録して以来10年ぶりの達成であった。結局、レギュラーシーズンでは13勝で自身初の最多勝利、226奪三振で2年連続最多奪三振投手のタイトルを獲得。ただし、13勝での最多勝利はリーグ史上最少記録であった。チームのシーズン2位で迎えたポストシーズンでは、巨人とのクライマックスシリーズ ファイナルステージで第3戦に先発。初回に阿部慎之助にCSでは巨人唯一の先制適時打を打たれ、3回には亀井善行にソロ本塁打を打たれたものの得点圏の場面では初回の阿部以外に得点を許さず、5回2失点の好投を見せた。最終的にチームは6回に同点に追いつき、7回に勝ち越しそのまま逃げきって勝利。福岡ソフトバンクホークスとの日本シリーズでも、第1戦と第5戦で先発を任された。かつての同僚であったスタンリッジと投げ合った甲子園での第1戦では勝利投手になったものの、チームの1勝3敗で迎えた福岡ヤフオク!ドームでの第5戦では、味方打線の貧打で好投が報われないままソフトバンクのシリーズ制覇を許した。
2015年には、前年から2kg増の体重122kgで春季キャンプをスタート。3月27日の対中日戦（京セラドーム）に2年ぶり2度目の開幕投手として先発。6回3失点という内容ながら勝利を逸した（試合は延長10回の末に阪神が5-4でサヨナラ勝利）。その後の先発登板でも不安定な投球が続いたため、5月10日の対広島戦（甲子園）でリーグ最多の5敗目を喫したことを機に、新外国人投手のマリオ・サンティアゴと入れ替わる格好で翌11日に出場選手登録を抹消された。なお、抹消後の5月23日には、東北楽天ゴールデンイーグルスとのファーム交流戦（阪神鳴尾浜球場）に先発。5回1失点6奪三振という結果を残した。同月29日に再登録を果たすと、同日の対埼玉西武ライオンズ戦（西武プリンスドーム）での先発登板でシーズン3勝目と11奪三振を記録。NPB移籍後の公式戦通算803奪三振も達成したことから、セントラル・リーグ在籍外国人投手の通算奪三振数で歴代2位に浮上した。さらに、この試合の1回裏から6月20日の対ヤクルト戦（甲子園）3回表まで、4試合にわたって自己最長の27イニング連続無失点を達成。同月28日の対DeNA戦（甲子園）でNPB移籍後の通算奪三振数が832（NPBの歴代外国人投手では単独5位の記録）に達すると、8月12日の対中日戦（京セラドーム）ではMLB/NPB通算1,000奪三振、9月10日の対巨人戦（甲子園）ではNPB公式戦1,000イニング登板に至った。しかし、レギュラーシーズンの一軍公式戦通算成績は9勝12敗で、NPB1年目（2010年）以来5年ぶりのシーズン1桁勝利に終わった。チームのシーズン3位で迎えたポストシーズンでは、巨人とのクライマックスシリーズ　ファーストステージ第2戦の先発登板（10月11日・東京ドーム）でチームにシリーズ唯一の勝利をもたらしている。シーズン終了後の12月8日には、1年契約で残留することが球団から発表された。
2016年は前年に続いて、京セラドームで中日との開幕戦（3月25日）に先発。7回途中4失点（10被安打）という内容で敗戦投手になったが、5回裏の第2打席で三塁ゴロながら一塁へ出ると、次打者・髙山俊の打席中に単独で二塁への盗塁を企図した。公式戦では来日後初の企図であったが、この盗塁を成功させたばかりか、中日の捕手・桂依央利から二塁への送球が逸れる間に三塁まで進んだ。阪神の投手が一軍の公式戦で盗塁を記録した事例は、1981年の小林繁以来35年ぶりで、外国人投手に限れば初めてであった。また、5月29日の対巨人戦（東京ドーム）8回裏に、亀井善行からの三振でNPB史上145人目（外国人投手では3人目）の一軍公式戦1,000奪三振を達成。8月には、34歳最後の日（12日）に対中日戦（京セラドーム）で自身2年ぶり・5度目のシーズン10勝に到達すると、25日の対DeNA戦（横浜）で11勝目と来日後初の猛打賞（3安打）を記録した。阪神の投手が自身の登板試合で猛打賞を記録した事例は、2006年の福原忍以来10年ぶりで、外国人投手では2002年のトレイ・ムーア以来であった。さらに、9月24日の対中日戦（ナゴヤドーム）では、シーズンの12勝目を自身2年ぶりの完封で挙げた。一軍公式戦には通算28試合の登板で、11敗を喫しながらも、チーム最多の12勝と防御率3.01を記録。シーズン終了後の11月29日には、2年契約でチームに残留することが球団から発表された。
2017年には、3年連続の開幕投手として、3月31日の広島戦（マツダ）に登板。NPBの外国人投手では歴代最多（4度目）の開幕投手起用であり、NPB一軍公式戦通算200試合登板を達成したほか、2013年以来2度目の開幕戦勝利を記録した。NPBの一軍開幕戦で通算2勝を挙げた外国人投手は、テリー・ブロス以来2人目であった。この勝利を皮切りに、4月には4度の先発で3勝を挙げ、開幕戦からの通算防御率を1.95にとどめたことを背景に、3・4月度のセ・リーグ投手部門月間MVPを受賞した。後に開幕戦からの連勝を5にまで伸ばすと、7月23日の対ヤクルト戦（神宮）では、3回表の打席でNPB初本塁打を小川泰弘からのソロ本塁打で記録。先発投手としても8回を無失点に抑えた末に、2年連続・通算6度目のシーズン10勝を達成した。NPBの外国人投手による通算6度目の一軍公式戦シーズン2桁勝利は、台湾出身の郭泰源に並ぶ歴代最多記録で、アジア圏以外の出身者としては初めてであった。さらに、8月4日の対ヤクルト戦（京セラドーム）では、シーズンの11勝目をチーム初完封勝利で記録した。しかし、次に先発した8月10日の対巨人戦（東京ドーム）7回裏に、阿部慎之助が打ったライナーが右脚の踝付近を直撃。その影響で緊急降板を余儀なくされ、翌11日の診断で右脚腓骨の骨折が判明したため、同日付で出場選手登録を抹消された。故障による抹消はNPB移籍後初めてで、8月中旬にはアメリカへ一時的に帰国。骨折した個所を固定させる手術を受けた。8月下旬から日本でリハビリに取り組むと、9月27日のウエスタン・リーグ対広島戦（甲子園）から実戦に復帰。10月10日の中日とのレギュラーシーズン最終戦（甲子園球場）で、先発投手として一軍公式戦2か月ぶりの先発登板を果たすと、4回を投げ終えたところでセ・リーグの最終規定投球回数に到達した。レギュラーシーズンでの最終規定回数到達は7シーズン連続で、この年にNPBの球団と契約していた投手では最も長く、最終登板では球団タイ記録の7者連続奪三振も達成した。さらに、チームがレギュラーシーズン2位でクライマックスシリーズへの進出を決めたことから、10月13日にはDeNAとのファーストステージ第1戦（甲子園）に先発。前述した骨折からわずか2か月後にもかかわらず、レギュラーシーズンの最終登板から中3日で先発したばかりか、6回無失点の好投で勝利投手になった。チームは第2戦からの2連敗によってファイナルステージへの進出を逃したが、第3戦終了後の10月20日に、前年末に締結した2年契約に沿ってチームへ残留することが球団から発表された。
2018年は3月30日の対巨人戦（東京ドーム）に4年連続の開幕投手として先発。「一軍公式戦開幕戦への4年連続登板」というNPBの歴代外国人投手最長記録を達成するとともに、7回1失点の好投でシーズン初勝利を挙げたことによって、開幕戦での通算勝利数が歴代外国人投手で最多の3勝に到達した。次に先発した4月5日の対DeNA戦（横浜）で、阪神の外国人投手としては1965年のバッキー以来2人目の開幕2連勝を記録。同月12日の対広島戦（甲子園）では、2回表二死満塁から松山竜平へ四球を出した直後に、球審の白井一行へ暴言を吐いたとして、NPBの一軍公式戦では自身2度目（審判への侮辱行為では初めて）の退場処分を受けた。同月16日付で、NPBの国内FA権を取得（詳細後述）。3・4月には、4勝1敗、防御率1.82という好成績を残した末に、セ・リーグ投手部門3・4月度の月間MVPを受賞した。通算3回目の受賞で、阪神の外国人選手としては歴代最多であった。7月には、セ・リーグの監督推薦選手として、NPB9年目にして初めてNPBオールスターゲームへの出場を果たした。7月22日の対横浜DeNA戦（横浜スタジアム）では、3回裏に桑原将志から奪った空振り三振でシーズン100奪三振を達成したことによって、8年連続8度目のシーズン100奪三振（NPBの外国人選手における歴代最多記録）を達成。さらに、この試合でシーズン10勝目に到達したことによって、通算7度目のシーズン2桁勝利（NPBの歴代外国人選手最多記録）に至った。10月3日の対広島戦（マツダ）では、6回裏に鈴木誠也から空振りで三振を奪い、NPB一軍公式戦通算1,416奪三振の外国人投手記録を達成した。シーズン最終登板であった同月9日の対巨人戦（甲子園）で4つの三振を奪ったことによって、この記録を1,420奪三振にまで更新したが、後半戦は総じて不調であった。8月11日の対DeNA戦（横浜）でシーズン11勝目（MLB/NPB通算99勝目）を挙げて以降8試合に先発登板したものの、いずれの試合でも白星が付かなかったため、チームトップの11勝を記録しながらMLB/NPB通算100勝達成には至らなかった。シーズン終了後の12月10日、翌2019年の契約を締結したことが球団から発表された。
2019年3月29日の対ヤクルト戦（京セラドーム）に5年連続通算6度目の開幕投手として先発。「一軍公式戦開幕戦への5年連続登板」というNPBの歴代外国人投手最長記録を更新した。4月5日の対広島戦（マツダ）で、NPB/MLB公式戦通算100勝を達成。その後も前半戦で13試合に先発登板したが3勝7敗、防御率4.69と精彩を欠き、7月下旬からは一時帰国するとともに右肩の治療とリハビリに専念。8月上旬の再来日を経て、同月下旬以降は二軍の対外試合で調整登板を重ねるも思うような結果が残せず、この年限りでの現役引退を決意。9月13日、球団を通じて引退を発表し、9月18日に引退記者会見を開いた。引退試合として開催された同29日の対中日戦（甲子園）では、先発として登板し中日の先頭打者・大島洋平を空振り三振にとって降板、試合後には引退セレモニーが催された。これら引退興行の開催は外国人選手としては異例であった。

## 選手としての特徴
身長198 cm、体重109 kg（MLB時代は最高で127 kg）の巨漢投手で、オーソドックスなオーバースローからの角度をつけた投球が持ち味。フォーシームはMLBでの中継ぎ時代は最速98 mph（約157.7 km/h）を記録しており、その後NPB移籍、先発転向などを機にコントロールを重視するようになったものの、平均球速約147 km/h（NPBでの最速は156 km/h）の球速を維持していた。主な変化球として、スライダー、フォーク、落差のあるカーブなどを操り、中でもフォークへの評価が高かった。阪神入団当初は体格を活かしたストレート一本やりの力押しの投球を身上としていたが、阪神1年目の2010年シーズンが不振に終わったため、力押しが通用するという日本の野球に対する偏見を持っていたことを反省し、城島健司の助言によりストレート以外の球種を混ぜて打者に考え込ませることを取り入れた。阪神移籍後は使用していなかったカーブだが、当時一軍投手コーチだった久保康生のアドバイスにより使用を解禁し、それ以降配球の幅を広げる大きな武器として活用していた。
奪三振能力に長け、NPB通算奪三振率は8.26を記録しているほか、2010年から2019年までのNPB在籍10年のうち9.00を超える奪三振率を3度記録。さらに2013年、2014年と2年連続で最多奪三振のタイトルを獲得している。また、公式戦通算1,475奪三振、2014年に記録したシーズン226奪三振はいずれもNPB（2リーグ分裂後）の外国人投手最多記録である（数字は全て2024年シーズン終了時点）。
また、中6日で投げる先発投手の多い日本プロ野球界において、中5日（あるいは中4日）で投げることを苦にしない投手の1人で、球界有数の「超タフネス投手」と称された。先発へ完全に転向した2011年から2018年まで、8年連続でセ・リーグの最終規定投球回に到達しており、2012年から3年連続でリーグ最多完封、2013年から2年連続でリーグ最多完投を記録。2014年には全31試合登板のうち、中5日で15回、中4日で6回の登板をこなした。さらに、2012年から2016年までの5年連続で「投球回180以上、総投球数3,000以上、奪三振160以上」を達成。2016年は、先発で登板した28試合のうち、4試合で総投球数が130球を上回っていた。その上で、阪神への入団後は前述した2017年8月11日付での出場選手登録抹消まで、故障による戦線離脱を経験していなかった。その2017年も、抹消の原因になった右脚腓骨の骨折当初はシーズン中の復帰が絶望視されていたにもかかわらず、一軍のレギュラーシーズン最終戦で先発登板し短期間での復活を果たした。
トレーニングでは走り込みを重視していた。2016年から2018年まで監督を務めた金本知憲は「ウチで一番走るのはメッセンジャー」と評価しており、本人もトレーナーに「選手に嫌われる覚悟でランニングを課さないとダメ」と力説している。

## 人物
野球選手として
「助っ人」ながら長年にわたって阪神のエースとして活躍。特に開幕投手を務めることに対しては「チームの顔」であることの証として強いこだわりを持っており、オフにアメリカへ帰国する際に翌シーズンの開幕投手を務めることを宣言するのが恒例となっていた。実際にNPB外国人最多の5年連続・6度の開幕戦先発登板および開幕戦3勝という実績を残している。阪神で5年連続の開幕投手を務めたのは井川慶に次いで歴代2人目であり、2リーグ分立後（1950年以降）の阪神における開幕投手6度は小山正明・江夏豊に次いで3人目、平成ではメッセンジャーのみである。
阪神入団9年目の2018年の4月16日に、NPBの国内FA権を取得。同年のシーズン終了後に阪神との間で新たに1年契約を結んだことから、2019年以降のNPBでは、（阪神以外の球団に在籍する場合を含めて）外国人選手枠の対象から外れて日本人選手と同じ扱いを受けられるようになっていた（参考）。外国人選手の国内FA権取得はNPB史上9人目で、阪神に在籍中の外国人選手が国内FA権を取得するのは、球団史上初めての事例。1球団だけの在籍で国内FA権を取得した外国人選手は、1996年の郭泰源、2011年の許銘傑（いずれも西武）に次いでNPB史上3人目だが、アジア圏以外の地域出身選手および、セ・リーグに在籍する選手では初めてであった。
NPBのオールスターゲームには、かねてから出場を熱望していたが、2018年にセ・リーグの監督推薦選手として選ばれたのが唯一の出場であった。監督推薦選手の発表会見では、「過去にもオールスターゲームへの出場に値する成績を残したことがあったと思うので、9年かかったことは少し残念」とコメントした。京セラドーム大阪で7月13日に催された第1戦で、2回裏から2番手投手として登板。公式戦を含めても2010年以来の救援登板ながら、ストレートだけを29球を投げ込んだうえで、2イニングを無失点に抑えた。
2015年4月22日には、横浜スタジアムでの対DeNA戦に先発で登板したが、6回7失点という内容で敗戦投手になった。また、3回表の先頭打者として迎えた第1打席では、DeNA先発のギジェルモ・モスコーソに対してスイングの気配を見せないまま見逃し三振。4回表一死一塁で迎えた第2打席では、首脳陣から犠打の指示が出ていたにもかかわらず、ボールコースの初球でバスターを失敗すると3球で見逃し三振に倒れた。打席でのこのような様子が「ナインの士気を下げかねない無気力プレー」と報じられたことから、阪神球団では翌23日に、高野栄一本部長が報道陣にプレーの経緯を説明する事態に至った。メッセンジャー自身は、「第1打席では、モスコーソのスライダーを待つために、あえて打つ気配を見せなかった。第2打席では、犠打のサインを見逃したため、自分の判断でバスターを試みた」という言い分で、前述の報道を否定した。同年のメッセンジャーは、この試合を含め横浜スタジアムでの公式戦4試合に全て先発で登板したが、セ・リーグの本拠地球場では唯一の未勝利（0勝2敗）で、防御率4.15、3被本塁打を記録するなど、マウンドとの相性の悪さを露呈していた。
人間関係
城島健司はマリナーズ時代の同僚で、同時期にマリナーズから阪神へ入団した。マリナーズ移籍後MLB公式戦での登板機会を減らしていたメッセンジャーに対し、城島は日本球界挑戦を強く勧め、日本とアメリカでの野球の違いなどを事細かに説明したほか、NPB球団への推薦なども買って出た。メッセンジャーの阪神入団にあたり、先に阪神への入団が決定していた城島は「彼なら絶対できる」と評価していた。
城島のほか、メッセンジャーを先発投手として成功に導いた久保康生、阪神在籍時数多くバッテリーを組んだ藤井彰人をNPBにおける恩人として挙げており、特に久保からは人生全般に関しても強い影響を受けたといい、強い信頼関係を築いている。
阪神で外国人投手としての先輩にあたるジーン・バッキーとは、直接会ったことがないにもかかわらず、阪神入団後の2013年にSNSでメッセージを送り合ったことをきっかけに親交を深めていた。『ニューヨーク・タイムズ』では、バッキーへのインタビューを基に、2人の親交を物語る特集記事を2018年7月2日付の紙面に掲載した。バッキーが阪神在籍中に達成した球団の外国人投手記録（一軍公式戦通算100勝・シーズン200奪三振）をメッセンジャーが塗り替えることを期待するコメントをバッキー本人が出したこともある。メッセンジャーは結局通算98勝で現役引退を決意したが、その引退表明の直後（日本時間9月15日）にバッキーが脳卒中により82歳で急逝。訃報を受けたメッセンジャーは、バッキーの葬儀に花を贈呈。バッキーの長女からは「もし父が生きていれば、彼（メッセンジャー）の引退をどれほど悲しんだでしょう。阪神での自身の記録を破ってくれることを、本当に楽しみにしていましたから」というメッセージが寄せられた。
その他
オフシーズンにはアメリカの自宅で過ごしていたが、2016年まで住んでいたケンタッキー州の自宅では、自主トレーニング用のマウンドや馬小屋を自作していた。阪神入団後の2016年に購入したテネシー州の自宅でも、庭に生えている木をチェーンソーで切り倒した後に鉈で割って薪に使うなど、独自のトレーニングを行っていた。
阪神入団後にラーメンが好物となり、遠征先に必ず行きつけのラーメン店を作り、先発登板の前日は必ずラーメンを食べていた。ラーメン店チェーンの天下一品では「こっさり」（「こってり」と「あっさり」のミックス）がお気に入り。最も好きなラーメン店は吉村家。「もやしを入れるとダシの味が変わってしまう」との理由で「チャーシューだけラーメン」にこだわっていることをテレビ番組で公言したり、甲子園球場内限定で販売するラーメンのプロデュースを手掛けたりするなど、ラーメンに対する熱意も非常に高い。2015年シーズンから甲子園球場で販売されたプロデュースメニュー「メッセの豚骨醤油ラーメン」は、2016年シーズンまで2シーズン続けて選手プロデュースメニューの中でトップの売上を記録。「メッセ盛り」と称する大盛りも注文できることが特徴で、期間限定メニューや派生メニューの販売にまで発展した。

## 詳細情報

### 年度別投手成績
| 年 度     | 球 団     | 登 板 | 先 発 | 完 投 | 完 封 | 無 四 球 | 勝 利 | 敗 戦 | セ 丨 ブ | ホ 丨 ル ド | 勝 率 | 打 者 | 投 球 回 | 被 安 打 | 被 本 塁 打 | 与 四 球 | 敬 遠 | 与 死 球 | 奪 三 振 | 暴 投 | ボ 丨 ク | 失 点 | 自 責 点 | 防 御 率 | W H I P |
| --------- | --------- | ----- | ----- | ----- | ----- | -------- | ----- | ----- | -------- | ----------- | ----- | ----- | -------- | -------- | ----------- | -------- | ----- | -------- | -------- | ----- | -------- | ----- | -------- | -------- | ------- |
| 2005      | FLA       | 29    | 0     | 0     | 0     | 0        | 0     | 0     | 0        | 2           | ----  | 178   | 37.0     | 39       | 5           | 30       | 7     | 0        | 29       | 1     | 0        | 22    | 22       | 5.35     | 1.86    |
| 2006      | FLA       | 59    | 0     | 0     | 0     | 0        | 2     | 7     | 0        | 9           | .222  | 275   | 60.1     | 72       | 8           | 24       | 2     | 1        | 45       | 3     | 0        | 42    | 38       | 5.67     | 1.59    |
| 2007      | FLA       | 23    | 0     | 0     | 0     | 0        | 1     | 1     | 0        | 6           | .500  | 103   | 23.2     | 27       | 0           | 9        | 2     | 0        | 12       | 0     | 0        | 7     | 7        | 2.66     | 1.52    |
| 2007      | SF        | 37    | 0     | 0     | 0     | 0        | 1     | 3     | 1        | 5           | .250  | 188   | 40.2     | 58       | 4           | 12       | 3     | 1        | 22       | 1     | 0        | 23    | 23       | 5.09     | 1.72    |
| '07計     | SF        | 60    | 0     | 0     | 0     | 0        | 2     | 4     | 1        | 11          | .333  | 291   | 64.1     | 85       | 4           | 21       | 5     | 1        | 34       | 1     | 0        | 30    | 30       | 4.20     | 1.65    |
| 2008      | SEA       | 13    | 0     | 0     | 0     | 0        | 0     | 0     | 1        | 2           | ----  | 57    | 12.2     | 16       | 1           | 5        | 1     | 1        | 7        | 0     | 0        | 5     | 5        | 3.55     | 1.66    |
| 2009      | SEA       | 12    | 0     | 0     | 0     | 0        | 0     | 1     | 0        | 1           | .000  | 43    | 10.1     | 13       | 3           | 0        | 0     | 0        | 5        | 1     | 0        | 5     | 5        | 4.35     | 1.26    |
| 2010      | 阪神      | 26    | 14    | 0     | 0     | 0        | 5     | 6     | 0        | 1           | .455  | 350   | 80.1     | 88       | 10          | 31       | 4     | 1        | 48       | 3     | 0        | 49    | 44       | 4.93     | 1.48    |
| 2011      | 阪神      | 25    | 25    | 1     | 0     | 0        | 12    | 7     | 0        | 0           | .632  | 616   | 150.0    | 129      | 6           | 45       | 3     | 3        | 122      | 4     | 0        | 50    | 48       | 2.88     | 1.16    |
| 2012      | 阪神      | 30    | 29    | 3     | 2     | 0        | 10    | 11    | 0        | 0           | .476  | 801   | 196.2    | 165      | 7           | 65       | 5     | 4        | 166      | 5     | 0        | 65    | 55       | 2.52     | 1.17    |
| 2013      | 阪神      | 30    | 29    | 6     | 3     | 3        | 12    | 8     | 0        | 0           | .600  | 811   | 196.1    | 174      | 13          | 56       | 0     | 4        | 183      | 5     | 1        | 68    | 63       | 2.89     | 1.17    |
| 2014      | 阪神      | 31    | 31    | 3     | 3     | 0        | 13    | 10    | 0        | 0           | .565  | 872   | 208.1    | 188      | 14          | 69       | 0     | 8        | 226      | 8     | 0        | 81    | 74       | 3.20     | 1.23    |
| 2015      | 阪神      | 29    | 29    | 0     | 0     | 0        | 9     | 12    | 0        | 0           | .429  | 799   | 193.2    | 163      | 10          | 60       | 0     | 4        | 194      | 5     | 0        | 68    | 64       | 2.97     | 1.15    |
| 2016      | 阪神      | 28    | 28    | 2     | 1     | 0        | 12    | 11    | 0        | 0           | .522  | 791   | 185.1    | 178      | 11          | 60       | 2     | 1        | 177      | 4     | 0        | 73    | 62       | 3.01     | 1.28    |
| 2017      | 阪神      | 22    | 22    | 1     | 1     | 0        | 11    | 5     | 0        | 0           | .688  | 594   | 143.0    | 134      | 5           | 44       | 0     | 1        | 155      | 2     | 0        | 42    | 38       | 2.39     | 1.24    |
| 2018      | 阪神      | 28    | 28    | 0     | 0     | 0        | 11    | 7     | 0        | 0           | .611  | 728   | 173.2    | 160      | 13          | 58       | 2     | 4        | 149      | 0     | 0        | 74    | 70       | 3.63     | 1.26    |
| 2019      | 阪神      | 14    | 14    | 1     | 0     | 0        | 3     | 7     | 0        | 0           | .300  | 336   | 79.0     | 71       | 11          | 38       | 1     | 2        | 55       | 3     | 0        | 45    | 41       | 4.67     | 1.38    |
| MLB：5年  | MLB：5年  | 173   | 0     | 0     | 0     | 0        | 4     | 12    | 2        | 25          | .250  | 844   | 184.2    | 225      | 21          | 80       | 15    | 3        | 120      | 6     | 0        | 104   | 100      | 4.87     | 1.65    |
| NPB：10年 | NPB：10年 | 263   | 249   | 17    | 10    | 3        | 98    | 84    | 0        | 1           | .538  | 6698  | 1606.1   | 1450     | 100         | 526      | 17    | 32       | 1475     | 39    | 1        | 615   | 559      | 3.13     | 1.23    |

- 各年度の太字はリーグ最高

### タイトル
NPB
- 最多勝利：1回（2014年）
- 最多奪三振：2回（2013年、2014年）

### 表彰
NPB
- 月間MVP：3回（投手部門：2013年7月、2017年3月・4月、2018年3月・4月）
- 日本シリーズ敢闘選手賞：1回（2014年）

### 記録
MLB
投手記録
- 初登板：2005年6月22日、対アトランタ・ブレーブス戦（ターナー・フィールド）、8回裏に5番手で救援登板、1回無失点
- 初ホールド：2005年6月25日、対タンパベイ・デビルレイズ戦（トロピカーナ・フィールド）、6回裏に2番手で救援登板、1/3回を無失点
- 初奪三振：2005年7月8日、対シカゴ・カブス戦（ドルフィンズ・スタジアム）、5回表にトッド・ウォーカーから空振り三振
- 初勝利：2006年6月22日、対ボルチモア・オリオールズ戦（オリオール・パーク・アット・カムデン・ヤーズ）、9回裏に6番手で救援登板、1回無失点
- 初セーブ：2007年7月6日、対セントルイス・カージナルス戦（ブッシュ・スタジアム）、9回裏に5番手で救援登板、1/3回を無失点

打撃記録
- 初打席・初安打：2005年7月8日、対シカゴ・カブス戦（ドルフィンズ・スタジアム）、5回裏にカルロス・ザンブラーノから投安打

NPB
投手記録
- 初登板：2010年3月26日、対横浜ベイスターズ1回戦（京セラドーム大阪）、8回表に4番手で救援登板、1回無失点
- 初ホールド：2010年3月30日、対広島東洋カープ1回戦（MAZDA Zoom-Zoom スタジアム広島）、8回裏に2番手で救援登板、1回無失点
- 初奪三振：2010年4月8日、対読売ジャイアンツ3回戦（阪神甲子園球場）、9回表に高橋由伸から空振り三振
- 初先発・初勝利：2010年7月11日、対横浜ベイスターズ10回戦（阪神甲子園球場）、6回2失点
- 初完投勝利：2011年8月6日、対東京ヤクルトスワローズ7回戦（京セラドーム大阪）、9回1失点
- 初完封勝利：2012年4月17日、対東京ヤクルトスワローズ3回戦（ほっともっとフィールド神戸）、9奪三振1四球

打撃記録
- 初打席：2010年7月11日、対横浜ベイスターズ10回戦（阪神甲子園球場）、3回裏に大家友和から左飛（記録はエラー）
- 初安打：2010年7月28日、対横浜ベイスターズ12回戦（阪神甲子園球場）、3回裏に清水直行から二塁内野安打
- 初打点：2011年6月25日、対読売ジャイアンツ8回戦（阪神甲子園球場）、2回裏に内海哲也から中前適時打
- 初盗塁：2016年3月25日、対中日ドラゴンズ1回戦（京セラドーム大阪）、5回裏に二盗（投手：大野雄大、捕手：桂依央利）
- 初本塁打：2017年7月23日、対東京ヤクルトスワローズ15回戦（明治神宮野球場）、3回表に小川泰弘から右越ソロ

その他の記録
- オールスターゲーム出場：1回（2018年）
- 通算98勝 ※NPB外国人歴代5位、阪神外国人歴代2位
- 在籍10シーズン ※阪神外国人歴代最長

NPB外国人記録
※2リーグ制以降の外国人選手最多記録
- 開幕戦先発登板：5年連続・6回（2013年、2015 - 2019年） ※5年連続は井川慶、6回は小山正明、江夏豊に並ぶ阪神球団記録
- 開幕戦先発勝利：3（2013年、2017年、2018年）
- 規定投球回到達：8年連続・8回（2011年 - 2018年）
- シーズン2桁勝利：7回（2011年 - 2014年、2016 - 2018年）
- シーズン100奪三振：8年連続・8回（2011年 - 2018年）
- シーズン奪三振：226（2014年）
- 通算奪三振：1475
- 1試合2桁奪三振：24回

MLB、NPBにまたがった記録
- MLB/NPB通算1000投球回：2014年9月20日、対中日ドラゴンズ23回戦（阪神甲子園球場）、3回表に高橋周平を空振り三振に打ち取って達成
- MLB/NPB通算100勝：2019年4月5日、対広島東洋カープ1回戦（MAZDA Zoom-Zoom スタジアム広島）、6回2失点で勝利投手となり達成

NPB節目の記録
- 1000投球回：2015年9月10日、対読売ジャイアンツ22回戦（阪神甲子園球場）、1回表二死目、片岡治大を右飛に打ち取って達成 ※史上342人目
- 1000奪三振：2016年5月29日、対読売ジャイアンツ10回戦（東京ドーム）、8回裏に亀井善行を空振り三振に打ち取って達成 ※史上145人目（外国人選手では史上4人目）

### 背番号
- 23（2005年 - 2007年）
- 26（2008年 - 2009年）
- 54（2010年 - 2019年）

### 登場曲
- 「Blind」korn（2010年 - 2011年）
- 「Nevadian」Shorty T da Gator（2012年 - 2019年）

## 関連情報

### 著書
- 『ランディ・メッセンジャー すべてはタイガースのために』（洋泉社、2018年7月、ISBN 9784800315120）